# Papilio rex
Papilio rex, bướm én quốc vương hay bướm papilio vua, là một loài bướm ngày thuộc họ Bướm phượng. Nó được tìm thấy ở Châu Phi.
Các hình thức Kenya bắt chước Tirumala formosa, bướm vua rừng.
Ấu trùng ăn các loài Teclea tricocarpa, Teclea stuhlmanni, Calodendrum, chi Cam chanh, Clausena, Fagara và Toddalia.

## Mô tả
Màu nền là màu đen. Có nhiều mảng màu trắng và gốc của cánh trước có màu nâu cam (đôi khi có màu đen với một vệt trắng ở con đực).

## Phân loại
Papilio rex là một thành viên của nhóm loài dardanus. Các thành viên của nhánh là:
- Papilio dardanus Brown, 1776
- Papilio constantinus Ward, 1871
- Papilio delalandei Godart, [1824]
- Papilio phorcas Cramer, [1775]
- Papilio rex Oberthür, 1886

## Phân loài
- P. r. rex (Kenya (phía đông của Thung lũng Rift), phía đông bắc Tanzania, trung tâm Tanzania)
- P. r. mimeticus Rothschild, 1897 (Cộng hòa Congo, Uganda, Rwanda, Burundi, tây bắc Tanzania, tây Kenya)
- P. r. franciscae Carpenter, 1928 (nam Sudan, tây nam Ethiopia)
- P. r. alinderi Bryk, 1928 (Kenya (vùng cao phía tây Thung lũng Rift))
- P. r. schultzei Aurivillius, 1904 (đông Nigeria, cao nguyên Cameroon)
- P. r. abyssinicana Vane-Wright, 1995 (vùng cao nguyên phía đông nam Ethiopia)
- P. r. regulana Vane-Wright, 1995 (Kenya (vùng cao phía đông Thung lũng Rift))

## Hình ảnh

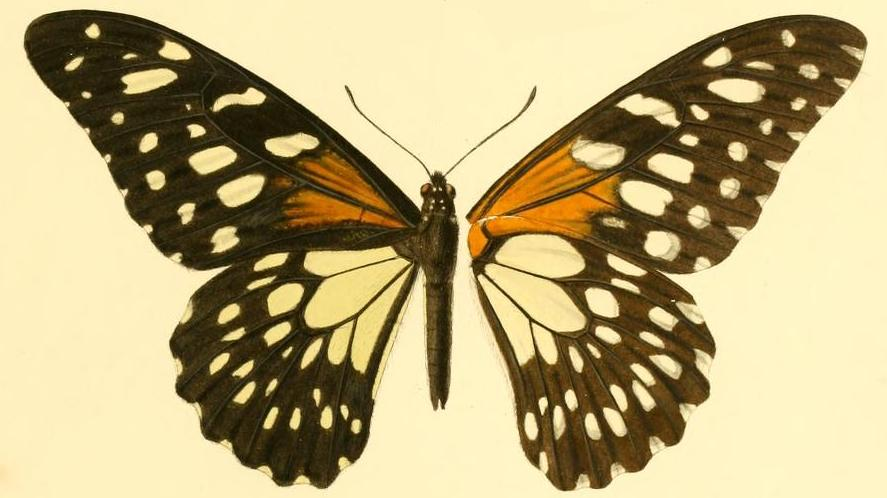
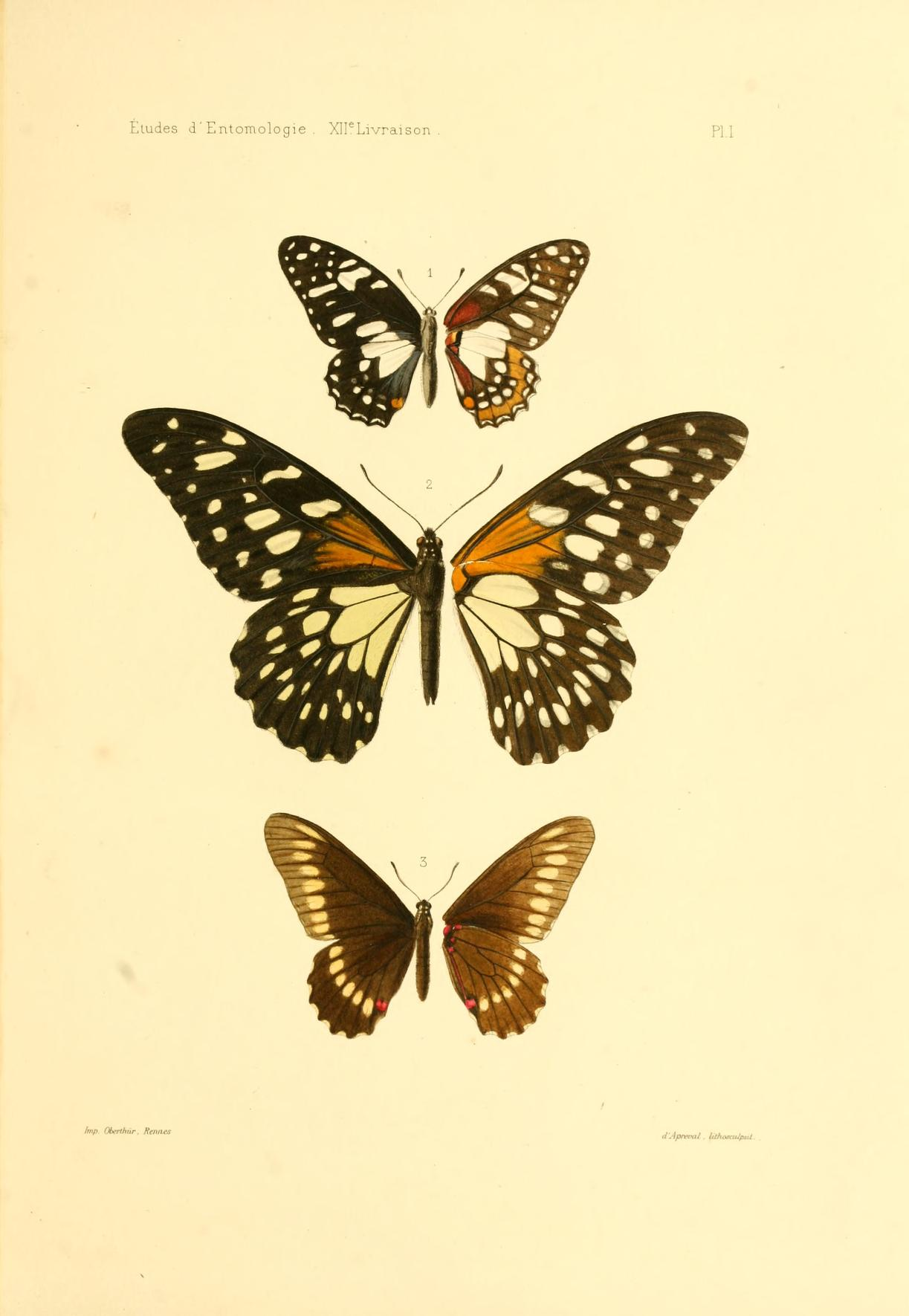
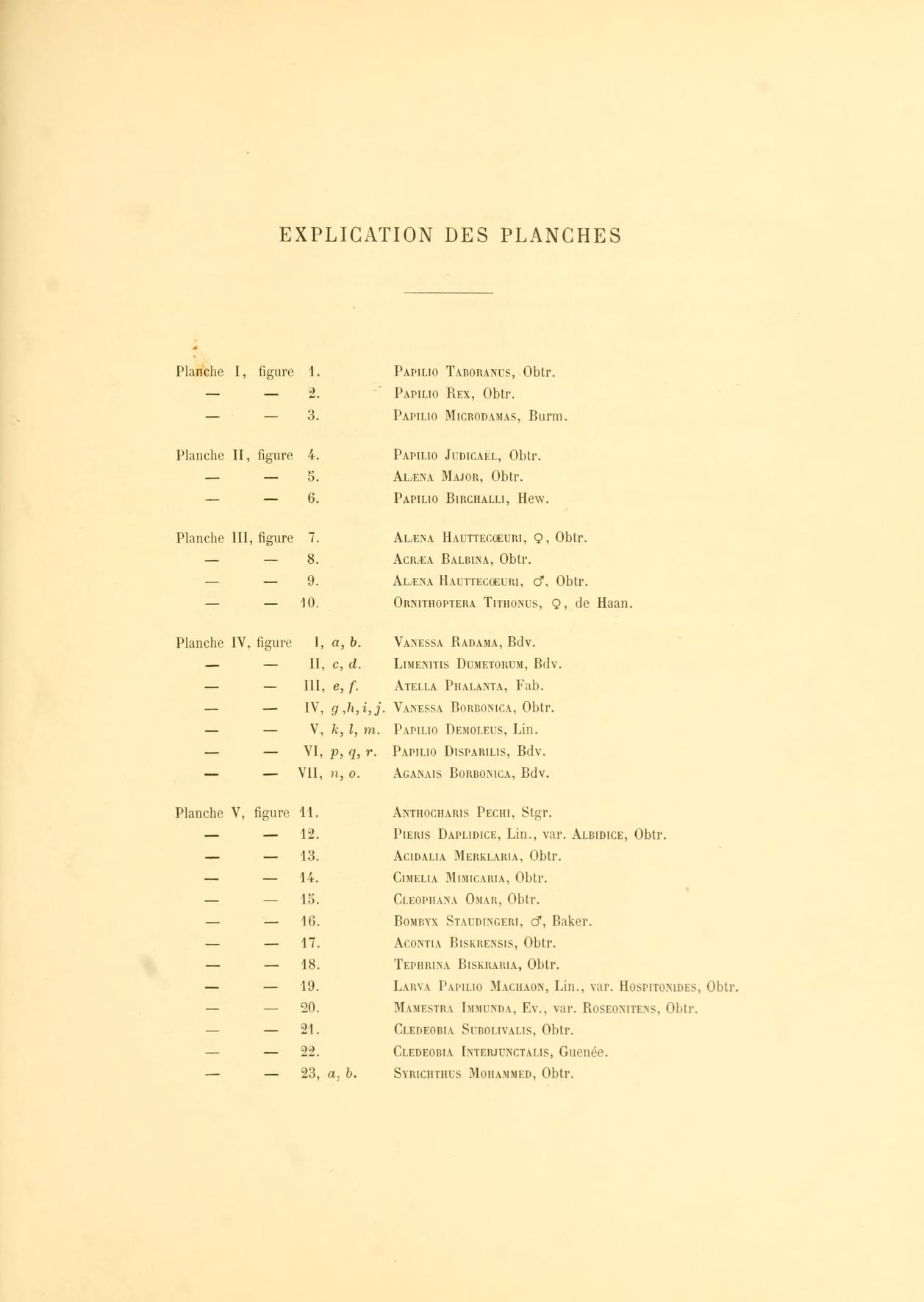

## Vùng địa lý sinh học
Vùng phi nhiệt đới.